# Château du Mesnil-Geoffroy
Le château du Mesnil-Geoffroy est une demeure des XVIIe et XVIIIe siècles qui se dresse sur le territoire de la commune française d'Ermenouville, dans le département de la Seine-Maritime, en région Normandie.
Le château, propriété privée ouverte à la visite, est partiellement protégé au titre des monuments historiques.

## Localisation
Le château du Mesnil-Geoffroy est situé à une dizaine de kilomètres de la plage et des falaises à proximité de Saint-Valery-en-Caux, Fécamp ou Étretat, sur la commune d'Ermenouville, dans le département français de la Seine-Maritime.

## Historique
Le château actuel a été construit au début du XVIIe siècle par Guillaume Le Seigneur, sieur de la Heuze, sur l'emplacement d'un premier édifice, dû aux Pinneville (XIVe) ou au Bréaulté (XVIe).
Passé par alliance aux Lannoy de Bellegarde, vers 1740, ils transforment entièrement ce qui n'était qu'un petit château, et le dote de parterres à la française et de charmilles. En 1781, Jacques de Lannoy de Bellegarde, conseiller au Parlement de Rouen, le lègue au marquis de Cany.
Le château appartint aux princes de Montmorency-Luxembourg, apparentés à la famille royale. Depuis le XVIIIe siècle, le château n'a connu aucune modification, tant à l'intérieur qu'à l'extérieur. Les boiseries, les façades extérieures, les décors de la salle à manger et les chambres à coucher sont un témoignage de la vie de la noblesse normande au XVIIIe siècle. Victor Hugo et Saint-Exupéry y séjournèrent. Le château a appartenu au diplomate Louis de Robien. En 1987, le château était la possession de M. Daniel Paterne.
Il est actuellement la propriété du prince et de la princesse Hany Kayali (originaires de Syrie et cousins des Aga Khan) qui l'habitent toute l'année.

## Description
Le château est également célèbre pour sa grande roseraie, la plus importante roseraie privée de Normandie, comprenant plus de 2 500 rosiers avec des très nombreuses variétés de roses anciennes ou modernes, fameuses ou rares dont : Abraham Darby, Adélaïde d'Orléans, Cardinal de Richelieu, Henri Foucquier, Honorine de Brabant, Jules Barigny, Lady Waterlow, Madame Alfred Carrière, Madame Ernest Calvat, Paul Noël, Victor Parmentier, etc. Un potager romantique de légumes anciens agrémente le parc. Le jardin du château mesure 10 hectares et son agencement est resté le même depuis le XVIIIe siècle.

## Protection
Au titre des monuments historiques :
- les façades et toitures et les pièces décorées de boiseries du rez-de-chaussée sont classées par arrêté du 28 juin 1945 ;
- le domaine de Mesnil-Geoffroy en totalité soit l'ensemble du bâti, chacun en totalité, à l'exclusion des parties classées, la clôture, le parc et les jardins, ainsi que la statuaire avec le sol des parcelles sur lesquelles il est situé selon le plan annexé à l'arrêté est inscrit par arrêté du 21 juillet 2015[6].

### Site naturel
Le parc (23,19 ha) constitue un site naturel classé et inscrit par arrêté du 25 mai 1946.

## Visite
Le château se visite du 1er mai au 30 septembre, les vendredis, samedis, dimanches et fériés de 14 h 30 à 18 h. Pièces de réception aux belles boiseries, meubles et objets d'époque.

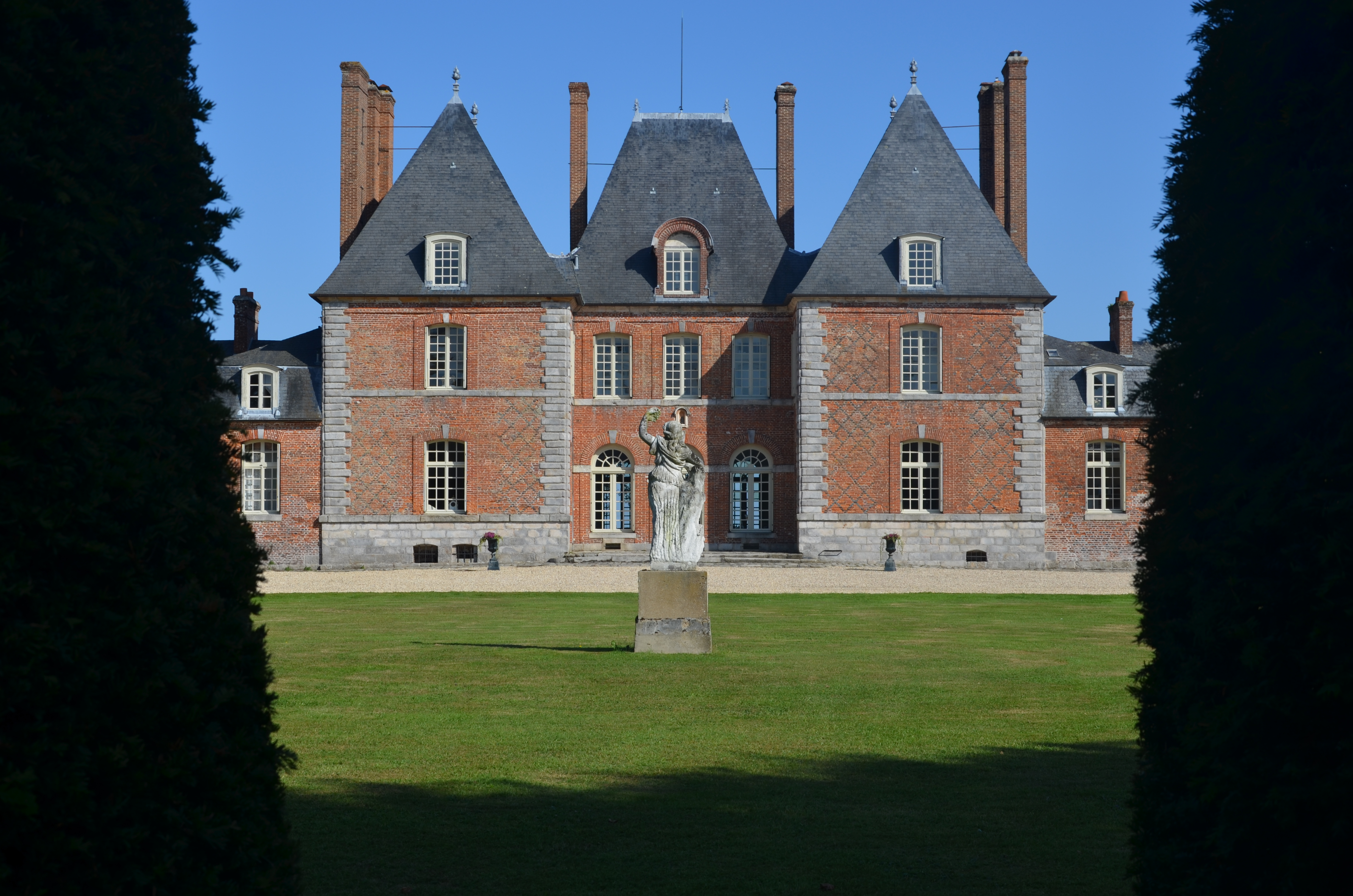
La façade d'arrivée.
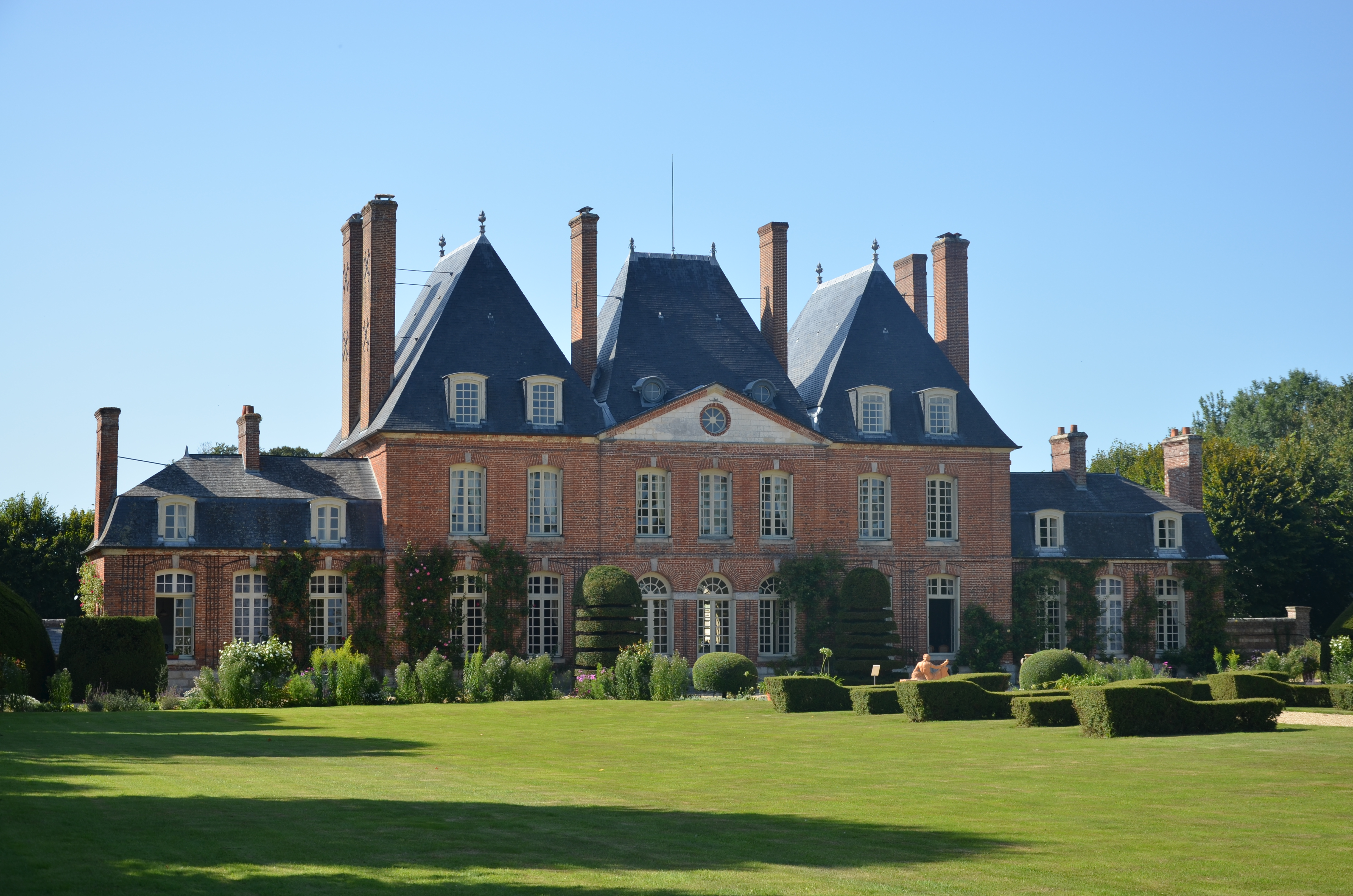
La façade côté jardin.

## Pour approfondir